# Cansumys canus
Genre
Espèce
Statut de conservation UICN

 LC  : Préoccupation mineure
Cansumys canus est un hamster de la famille des Cricetidae endémique de Chine. Il est l'unique représentant du genre Cansumys.

## Répartition et habitat
Cette espèce est endémique de Chine où elle est présente dans les provinces du Gansu, du Ningxia, du Shaanxi et du Sichuan. On la trouve généralement entre 1 000 et 1 400 m d'altitude. Contrairement aux autres hamster qui sont terrestres, cette espèce est arboricole. Elle vit dans les forêts décidues de montagne.